# Абауська мова
Абау́ська мо́ва (англ. Abau language) — одна з папуаських мов Папуа-Нової Гвінеї. Належить до сепіцьких мов. Поширена в Сандаунській провінції, в районі Ґрін-Рівер, у басейнах річок Сепік і Ґрін-Рівер. Носії мови — близько 7270 осіб (2000), з яких всі також володіють іншими мовами. Мова домашнього вжитку, села, культурних заходів. Молодь надає перевагу меланезійській англійській. Належить до мов типу SOV, мов називного-знахідного ладу. Система письма на основі латинського алфавіту. Викладається в початковій школі. Рівень грамотності — 60 %. Має упорядковану граматику, власну поезію.

## Назви
- Абауська мова, або Абау (англ. Abaga language)[1]
- Ґрін-ріверська мова, або Ґрін-Рівер (англ. Green River language)[1]

## Класифікація
Згідно з Ethnologue:
1. Сепіцькі мови
  1. Верхньосепіцькі мови
    1. Абауська мова
      1. Центральний діалект (англ. Central Abau dialect)
      2. Верхній діалект (англ. Upriver Abau dialect)
      3. Нижній діалект (англ. Downriver Abau dialect)
      4. Прикордонний діалект (англ. Downriver border Abau)